# Avenida Interna de la UCV
La Avenida Interna de la UCV (a veces llamada Avenida 21 de noviembre o Avenida Interna de la Universidad Central de Venezuela) es el nombre que recibe la principal avenida que se encuentra dentro de los espacios de la Ciudad Universitaria de Caracas, en el Municipio Libertador al oeste del Distrito Metropolitano de Caracas y al centro norte del país sudamericano de Venezuela.

## Descripción
Recorre gran parte de la Universidad Central de Venezuela que fue declarada en su totalidad patrimonio de la humanidad en el año 2000. Dentro la Universidad conecta con la Avenida Minerva a la altura del Edificio de Transbordo (Escuela de Administración y Contaduría de la UCV) y otra vez con la misma avenida cerca del Hospital Clínico Universitario.
Por el sur conecta dos veces con Avenida Paseo Los Ilustres cerca de la Escuela de Ingeniería Metalúrgica, y luego también a la altura de la Estación de Metro Ciudad Universitaria (Línea 3 del Metro de Caracas), cerca de la Escuela de Ingeniería Sanitaria, el Instituto de Mecánica de Fluidos y de la Avenida Las Acacias.
Por el norte conecta con la Autopista Francisco Fajardo a la altura del Distribuidor de Plaza Venezuela (cerca del Jardín Xerofítico, la Escuela de Ingeniería Hidrometerológica, el Cuerpo de Bomberos Universidad Central de Venezuela y el Gimnasio Cubierto de la UCV) donde es posible acceder a la Avenida Casanova.